# Achém do Sudoeste
Achém do Sudoeste (indonésio: Aceh Barat Daya) é uma kabupaten (regência) da província de Achém, na Indonésia. A capital é a cidade de Blangpidie.